# Nati nel 1922/Aprile
| Questa pagina contiene informazioni ricavate automaticamente dalle voci biografiche con l'ausilio del template Bio e di un bot. L'aggiornamento è periodico e automatico e ricostruisce completamente la pagina. Se manca una persona in questa lista, sei pregato di non aggiungerla, ma accertati piuttosto che la sua voce biografica contenga il template Bio e che i dati anagrafici siano correttamente compilati. Se il template Bio manca, inseriscilo tu stesso o, in alternativa, metti l'avviso {{tmp\|Bio}} che ne segnala la mancanza. Se i dati riportati sono sbagliati, correggi direttamente la voce biografica; le modifiche saranno visibili in questa lista entro pochi giorni. Per chiarimenti vedi il progetto biografie. La lista contiene solo le 161 persone che sono citate nell'enciclopedia e per le quali è stato implementato correttamente il template Bio. Pagina aggiornata al 10 ago 2025. |

- 1º aprile - Manrico Guerrieri, calciatore italiano
- 1º aprile - Duke Jordan, pianista e compositore statunitense († 2006)
- 1º aprile - Alan Perlis, informatico statunitense († 1990)
- 1º aprile - Sa'd al-Shadhli, generale e diplomatico egiziano († 2011)
- 2 aprile - Olle Laessker, lunghista e velocista svedese († 1992)
- 2 aprile - Dino Monduzzi, cardinale e vescovo cattolico italiano († 2006)
- 2 aprile - Pietro Antonio Zveteremich, slavista e traduttore italiano († 1992)
- 3 aprile - Lavinia Bazhbeuk-Melikyan, artista armena († 2005)
- 3 aprile - Evgenij Bulančik, ostacolista sovietico († 1995)
- 3 aprile - Joyce Fitch, tennista australiana († 2012)
- 3 aprile - Carlo Gartner, sciatore alpino e allenatore di sci alpino italiano († 2013)
- 3 aprile - Dante Guardamagna, regista e sceneggiatore italiano († 1999)
- 3 aprile - José Hierro, poeta spagnolo († 2002)
- 3 aprile - Doris Day, attrice e cantante statunitense († 2019)
- 3 aprile - Carlo Lizzani, regista, sceneggiatore e storico del cinema italiano († 2013)
- 3 aprile - Johannes Pløger, calciatore danese († 1991)
- 3 aprile - Riccardo Romano, politico italiano († 2003)
- 4 aprile - Elmer Bernstein, compositore statunitense († 2004)
- 4 aprile - Bigode, calciatore brasiliano († 2003)
- 4 aprile - Bernard Evslin, scrittore statunitense († 1993)
- 4 aprile - Dorothy Hart, attrice statunitense († 2004)
- 4 aprile - George Senesky, cestista e allenatore di pallacanestro statunitense († 2001)
- 5 aprile - Renato Dardozzi, presbitero e ingegnere italiano († 2003)
- 5 aprile - Tom Finney, calciatore inglese († 2014)
- 5 aprile - Andy Linden, pilota automobilistico statunitense († 1987)
- 5 aprile - Giovanni Sinchetto, fumettista italiano († 1991)
- 5 aprile - Pierluigi Spadolini, architetto e designer italiano († 2000)
- 5 aprile - Gale Storm, attrice e cantante statunitense († 2009)
- 6 aprile - Luca Crippa, pittore italiano († 2002)
- 7 aprile - Massimo Caprara, politico e giornalista italiano († 2009)
- 7 aprile - Margia Dean, attrice statunitense († 2023)
- 7 aprile - Sophie Desmarets, attrice francese († 2012)
- 7 aprile - Annemarie Schimmel, orientalista e storica delle religioni tedesca († 2003)
- 7 aprile - Lothar Sieber, militare e aviatore tedesco († 1945)
- 8 aprile - Giacomo Baracchi, dirigente sportivo e calciatore italiano († 2012)
- 8 aprile - Giacomo Costa, chimico italiano († 2015)
- 8 aprile - Gerald Green, scrittore, giornalista e produttore televisivo statunitense († 2006)
- 8 aprile - Vincenzo Rappa, imprenditore italiano († 2009)
- 8 aprile - Jean Vilnet, vescovo cattolico francese († 2013)
- 8 aprile - Gianni Alberto Vitrotti, regista, fotoreporter e giornalista italiano († 2009)
- 9 aprile - Carl Amery, scrittore e politico tedesco († 2005)
- 9 aprile - Carlo Belloli, poeta e critico d'arte italiano († 2003)
- 9 aprile - Óscar Garro, calciatore argentino
- 9 aprile - Hanno Hahn, storico dell'arte e storico dell'architettura tedesco († 1960)
- 9 aprile - Kazui Nihonmatsu, regista e sceneggiatore giapponese
- 9 aprile - Nello Sforacchi, ciclista su strada e ciclocrossista italiano († 2016)
- 9 aprile - Eto Soldani, calciatore italiano († 2015)
- 9 aprile - Johnny Thomson, pilota automobilistico statunitense († 1960)
- 9 aprile - Dénes Zsigmondy, violinista e docente ungherese († 2014)
- 10 aprile - Giuseppe Casari, calciatore italiano († 2013)
- 10 aprile - Simonetta Colonna di Cesarò, nobile e stilista italiana († 2011)
- 10 aprile - Salvador Mota, calciatore messicano († 1986)
- 10 aprile - Vesna Parun, poetessa croata († 2010)
- 11 aprile - Antoine Blondin, scrittore francese († 1991)
- 11 aprile - Alessandro Casagrande, compositore italiano († 1964)
- 12 aprile - Jack Ferguson, pallanuotista australiano († 1993)
- 12 aprile - Gilberto Forti, giornalista, scrittore e traduttore italiano († 1999)
- 12 aprile - Luigi Pierobon, partigiano e antifascista italiano († 1944)
- 13 aprile - Giorgio Anglesio, schermidore italiano († 2007)
- 13 aprile - John Braine, scrittore britannico († 1986)
- 13 aprile - Julius Nyerere, politico tanzaniano († 1999)
- 13 aprile - David Oppenheim, clarinettista statunitense († 2007)
- 13 aprile - Helen Schifano, ginnasta statunitense († 2007)
- 14 aprile - María Luisa Bemberg, regista cinematografica e sceneggiatrice argentina († 1995)
- 14 aprile - Ali Akbar Khan, musicista bangladese († 2009)
- 14 aprile - Audrey Long, attrice e modella statunitense († 2014)
- 15 aprile - Michael Ansara, attore statunitense († 2013)
- 15 aprile - Mario Comensoli, pittore svizzero († 1993)
- 15 aprile - Bengt Fahlkvist, lottatore svedese († 2004)
- 15 aprile - Ariano Monti, calciatore italiano
- 15 aprile - Stanley Schachter, psicologo statunitense († 1997)
- 15 aprile - Siegfried Wischnewski, attore tedesco († 1989)
- 16 aprile - Kingsley Amis, scrittore, poeta e critico letterario britannico († 1995)
- 16 aprile - Yull Brown, ingegnere bulgaro († 1998)
- 16 aprile - John Christopher, scrittore e autore di fantascienza inglese († 2012)
- 16 aprile - Marcello Creti, inventore e sensitivo italiano († 2000)
- 16 aprile - Boby Lapointe, cantante francese († 1972)
- 16 aprile - Giuseppe Mazzariol, bibliotecario e storico dell'arte italiano († 1989)
- 16 aprile - Giuliana Rocchi, poetessa italiana († 1996)
- 16 aprile - Rees Stephens, rugbista a 15 gallese († 1998)
- 16 aprile - Leo Tindemans, politico belga († 2014)
- 16 aprile - Armando Tolloi, calciatore italiano
- 17 aprile - Rafael I Bidawid, patriarca cattolico iracheno († 2003)
- 17 aprile - Andy Duncan, cestista statunitense († 2006)
- 17 aprile - Luigi Marras, politico italiano († 2015)
- 17 aprile - Josè Paolinelli, calciatore italiano († 1996)
- 18 aprile - Ennio Balbo, attore e doppiatore italiano († 1989)
- 18 aprile - Barbara Hale, attrice statunitense († 2017)
- 18 aprile - Nigel Kneale, scrittore, sceneggiatore e attore mannese († 2006)
- 18 aprile - George Mearns, cestista statunitense († 1997)
- 18 aprile - Angelina Milazzo, militare italiana († 1945)
- 18 aprile - Gianni Partanna, attore italiano († 2014)
- 18 aprile - Tullio Pietrocola, partigiano e chimico italiano († 1976)
- 19 aprile - José Bañón, calciatore spagnolo († 1987)
- 19 aprile - Lew Beck, cestista statunitense († 1970)
- 19 aprile - Oddino Bo, politico italiano († 2015)
- 19 aprile - Erich Hartmann, aviatore tedesco († 1993)
- 19 aprile - Kuno Klötzer, calciatore e allenatore di calcio tedesco († 2011)
- 19 aprile - Willie Moir, calciatore scozzese († 1988)
- 19 aprile - Don Sharp, regista, sceneggiatore e produttore cinematografico britannico († 2011)
- 19 aprile - Giorgio Tranzocchi, dirigente d'azienda italiano († 1988)
- 20 aprile - Dante Bernini, vescovo cattolico italiano († 2019)
- 20 aprile - Daniele D'Anza, regista e sceneggiatore italiano († 1984)
- 20 aprile - Bob Hamilton, cestista e allenatore di pallacanestro statunitense († 1995)
- 20 aprile - Salvatore La Barbera, mafioso italiano († 1963)
- 20 aprile - Carolina Lama, violista italiana († 2014)
- 20 aprile - Tasos Livaditis, poeta greco († 1988)
- 20 aprile - Renzo Orvieto, pittore, scultore e partigiano italiano († 1999)
- 20 aprile - Daniele Vargas, attore italiano († 1981)
- 21 aprile - Valérie André, generale e aviatrice francese († 2025)
- 21 aprile - Alistair MacLean, scrittore britannico († 1987)
- 21 aprile - Dan McKinnon, hockeista su ghiaccio statunitense († 2017)
- 21 aprile - Stanislav Iosifovič Rostockij, regista e sceneggiatore russo († 2001)
- 21 aprile - Gino Vermicelli, partigiano, politico e scrittore italiano († 1998)
- 22 aprile - Elio Bartolini, scrittore, saggista e poeta italiano († 2006)
- 22 aprile - Oscar Basso, calciatore argentino († 2007)
- 22 aprile - Richard Diebenkorn, pittore statunitense († 1993)
- 22 aprile - Charles Mingus, contrabbassista, pianista e compositore statunitense († 1979)
- 22 aprile - Nada Naumović, scrittrice e poetessa serba († 1941)
- 22 aprile - Orietta Doria-Pamphilj-Landi, nobildonna italiana († 2000)
- 22 aprile - Jean-Claude Renard, scrittore e poeta francese († 2002)
- 22 aprile - Ingeborg Schmitz, nuotatrice tedesca
- 22 aprile - Domenico Troilo, militare e patriota italiano († 2007)
- 23 aprile - Henri Arnaudeau, calciatore francese († 1987)
- 24 aprile - Susanna Agnelli, imprenditrice, politica e scrittrice italiana († 2009)
- 24 aprile - Blue Demon, wrestler e attore messicano († 2000)
- 24 aprile - J. D. Cannon, attore statunitense († 2005)
- 24 aprile - Umberto Mannocci, dirigente sportivo, allenatore di calcio e calciatore italiano († 2004)
- 24 aprile - Feliciano Serrao, storico e giurista italiano († 2009)
- 25 aprile - Lia Angeleri, attrice italiana († 1969)
- 25 aprile - Franco Brambilla, attore italiano († 1942)
- 25 aprile - Georges Cottier, cardinale, arcivescovo cattolico e teologo svizzero († 2016)
- 25 aprile - Raffaele Gadaleta, politico e operaio italiano († 2010)
- 25 aprile - Renato Giudici, calciatore italiano († 2003)
- 25 aprile - Barbara Herrera, attrice italiana
- 25 aprile - Tomás Maldonado, artista, designer e filosofo argentino († 2018)
- 26 aprile - Pol Bury, scultore e pittore belga († 2005)
- 26 aprile - Feliciano Granati, politico italiano († 1987)
- 26 aprile - Ruggero Grava, calciatore francese († 1949)
- 26 aprile - Mike Kellin, attore statunitense († 1983)
- 26 aprile - Jeanne Sauvé, giornalista e politica canadese († 1993)
- 26 aprile - Margaret Scott, ballerina sudafricana († 2019)
- 27 aprile - Daphne Anderson, attrice, ballerina e cantante britannica († 2013)
- 27 aprile - Lello Bersani, giornalista e conduttore televisivo italiano († 2002)
- 27 aprile - Juan Carlos Heredia, calciatore argentino († 1987)
- 27 aprile - Jack Klugman, attore, regista e scrittore statunitense († 2012)
- 28 aprile - Frederico Barrigana, calciatore portoghese († 2007)
- 28 aprile - Pino Cerami, ciclista su strada italiano († 2014)
- 28 aprile - Aldo Checchetti, calciatore italiano
- 28 aprile - Eduardo Folle, cestista uruguaiano († 1994)
- 28 aprile - Alfonso Montemayor, allenatore di calcio e calciatore messicano († 2012)
- 28 aprile - Tahir İsrafil oğlu İsayev, militare, partigiano e guerrigliero sovietico († 2001)
- 29 aprile - Lili Boniche, cantante algerino († 2008)
- 29 aprile - Ettore Farina, calciatore italiano
- 29 aprile - Noriko Sengoku, attrice giapponese († 2012)
- 29 aprile - Toots Thielemans, armonicista e chitarrista belga († 2016)
- 30 aprile - Camillo Campana, artista, pittore e scultore italiano († 1994)
- 30 aprile - Umberto Cappuzzo, generale e politico italiano († 2014)
- 30 aprile - Pietro di Schleswig-Holstein, principe tedesco († 1980)
- 30 aprile - Salvador Serer, calciatore spagnolo († 2009)
- 30 aprile - Mario Tiengo, medico italiano († 2010)